# 松平清武
松平 清武（まつだいら きよたけ）は、江戸時代中期の大名。上野国館林藩主。越智松平家の祖。

## 生涯
寛文3年（1663年）10月20日、甲府藩主・徳川綱重の次男として誕生。徳川家宣と同母弟であったが生母の身分が低かったため、家臣の越智喜清（おち よしきよ/のぶきよ）に養われて延宝8年（1680年）5月28日にその家督を継ぐ。元禄10年（1697年）11月には叔父である5代将軍・徳川綱吉に初御目見してその偏諱を授かり、吉忠（よしただ）と名乗る。宝永6年（1709年）に綱吉が没して実兄の家宣が将軍に就任すると、寄合衆に任じられた。この時に家宣と養父の偏諱を合わせて清宣（きよのぶ）に改名する。
宝永4年（1707年）1月11日、2万4000石の館林藩主として大名に列する。その後、松平姓を名乗ることを許され、宝永6年（1709年）にも加増を受けた。正徳2年（1712年）には家宣の死去に際しての遺言で加増を受け、最終的には5万4000石の大名となった（諱を清武に改めたのもこの頃と推測される）。そして、館林城の築城などに努める。
着任当初は税を軽くして領民を憐れんだため喜ばれたが、米の暴落により藩財政が困窮すると重税を強いたため、領民の不満が爆発して、享保3年（1718年）に百姓一揆と江戸藩邸への強訴が起こる（館林騒動）。これに対して、清武は百姓側の指導者を死罪に処したが、年貢減免を認めざるを得なくなった。
享保9年（1724年）9月16日、死去した。享年62（満60歳没）。嫡男・清方は早世していたため、尾張徳川家の連枝の高須藩松平家から養嗣子として迎えていた武雅（松平義行の四男）が跡を継いだ。
清武の死により、第3代将軍・家光の男系は完全に断絶した。

## 8代将軍になれなかった理由
7代将軍徳川家継が危篤状態に陥った時、家宣の正室だった天英院は8代将軍の候補として清武を推したという。清武が家継の叔父であり、血統的に最も近かったのが理由である。しかし清武は、将軍には相応しくないとされる理由が主に2つあった。
- 家臣の越智喜清に育てられてその家督を継いでおり、また松平の苗字を許されて大名になったのが宝永4年（1707年）、44歳の時であり、経歴上問題があった。
- 既に54歳と高齢であった。

また、清武自身にも将軍職に対する野心は特になかったといわれる。これらの理由から天英院は清武を将軍にすることを諦め、紀州藩主徳川吉宗を推し、吉宗が8代将軍に就任した。

## 年表
※日付＝旧暦
- 延宝7年（1679年）5月 - 熊之助から平四郎に改める。後年、玄蕃また、民部と改める。
- 延宝8年（1680年）5月28日 - 越智家300石の家督相続。
- 元禄10年（1697年）11月 - 叔父である将軍徳川綱吉に初めて御目見する。
- 元禄15年（1702年）12月18日 - 従五位下下総守に叙任。
- 宝永元年（1704年）12月 - 寄合衆に列し、2000石を賜う。
- 宝永2年（1705年）2月7日 - 2000石を加増。計4000石となり、領地は相模国高座郡、鎌倉郡、武蔵国埼玉郡内。
- 宝永3年（1706年）1月19日 - 1万石を加増。領地は、常陸国真壁、下総国相馬郡、豊田郡、武蔵国埼玉郡、相模国鎌倉郡・高座郡・愛甲郡の内に及ぶ。
- 宝永4年（1707年）
  - 1月11日 - 松平の苗字を称することを許され、上野国邑楽郡内に1万石を加増され、上野国館林2万4000石の藩主となる。また、出羽守に遷任。
  - 12月23日 - 従四位下に昇叙。出羽守如元。
  - この年、館林歴代城主の盛衰について『館林盛衰記』に著す。
- 宝永6年（1709年）
  - 12月 - 下野国内に1万石加増。
  - 12月18日 - 侍従兼任。
- 正徳2年（1712年）
  - 2月16日 - 兵部大輔に転任。侍従如元。
  - 12月 - 越後国内に2万石加増。計5万4000石となる。
- 正徳3年（1713年）12月19日 - 右近衛将監に遷任。侍従如元。